# Miss Independent (Ne-Yo)
Miss Independent è un singolo del cantante statunitense Ne-Yo, pubblicato il 2 settembre 2008 come secondo estratto dal terzo album in studio Year of the Gentleman.
Il brano è stato scritto da Ne-Yo, Daniel Nguyen, dagli Stargate e prodotto dagli Stargate. Miss Independent è stato reso disponibile per il download digitale il 26 agosto 2008, e pubblicato su supporto fisico il 2 settembre 2008.
Il brano utilizza un campionamento della canzone Forget About Me dei Little Bit.
Il brano si è aggiudicato un Grammy durante i Grammy Awards 2009 come Best Male R&B Vocal Performance.

## She Got Her Own (Miss Independent Pt. 2)
È stato realizzato un remix di Miss Independent intitolato She Got Her Own (Miss Independent Pt. 2) che figura la partecipazione di Fabolous e Jamie Foxx. Il brano è stato reso disponibile come bonus track dell'edizione giapponese, e per le prenotazioni dell'album Year of the Gentleman tramite iTunes, ed ha ottenuto il disco d'oro negli Stati Uniti per le 500 000 copie vendute.

## Video musicale
Ne-Yo ha girato il video con il regista Chris Robinson l'11 agosto 2008 a Santa Monica in California. Nel video compaiono Keri Hilson, Lauren London, Gabrielle Union e Trey Songz. Il 18 marzo 2016 il video ha ottenuto la Vevo Certified.
Un secondo video è stato realizzato per She Got Her Own (Miss Independent Pt. 2) nel settembre 2008. Anche questa seconda versione figura partecipazioni cameo di numerosi artisti come Estelle, Eve, Keyshia Cole, Jill Marie Jones e Teyana Taylor.

## Tracce
1. Miss Independent
2. Miss Independent (strumentale)

## Classifiche
| Classifica                           | Posizione più alta |
| ------------------------------------ | ------------------ |
| Australia                            | 30                 |
| Austria                              | 54                 |
| Belgio (Fiandre)                     | 2                  |
| Belgio (Vallonia)                    | 20                 |
| Bulgaria                             | 2                  |
| Canada                               | 21                 |
| Europa                               | 33                 |
| Irlanda                              | 9                  |
| Italia                               | 20                 |
| Giappone                             | 6                  |
| Nuova Zelanda                        | 4                  |
| Svezia                               | 56                 |
| Turchia                              | 19                 |
| Regno Unito                          | 6                  |
| Stati Uniti                          | 9                  |
| U.S. Billboard Hot R&B/Hip-Hop Songs | 3                  |
| U.S. Billboard Pop 100               | 25                 |